# Robby Longo
Robby Longo (Genk, 6 december 1981) is een Vlaamse countryzanger die bekend werd door zijn deelname aan The Voice van Vlaanderen.

## Biografie
Op twaalfjarige leeftijd volgde hij zanglessen. De country ontdekte hij op een reis door de Verenigde Staten. Zijn eerste optredens kwamen er eerder toevallig op een reis in Duitsland, waar hij door een baas van een bar gevraagd werd om enkele avonden op te treden nadat hij Longo luid had horen meezingen met de muziek.
In 2012 schreef hij zich in voor de liedjeswedstrijd The Voice van Vlaanderen. Hij werd er door coach Natalia uitgepikt en eindigde uiteindelijk als tweede in deze wedstrijd. Robby Longo kreeg een platencontract aangeboden door Universal Music. In 2013 was hij genomineerd voor de Radio 2 Zomerhit-trofee voor Beste mannelijke artiest, maar moest de duimen leggen voor Christoff. Eind augustus 2013 kwam zijn debuutalbum Country man uit, dat 13 weken in de top 10 van best verkochte albums stond. Longo kreeg daar midden november een gouden plaat voor. In maart 2014 werd deze plaat platina. In juli 2014 kreeg hij in Scheveningen (Nederland) een speciale aanmoedigingsprijs voor zijn inzet voor de countrymuziek. Zijn albums Take it easy (2014) en Nashville (2015) waren in Vlaanderen eveneens een succes.

## Discografie
| Single met hitnotering(en) in de Vlaamse Ultratop 50 | Datum van verschijnen | Datum van binnenkomst | Hoogste positie | Aantal weken | Opmerkingen    |
| ---------------------------------------------------- | --------------------- | --------------------- | --------------- | ------------ | -------------- |
| The world                                            | 2013                  | 04-05-2013            | 21              | 2            |                |
| Countryman                                           | 2013                  | 13-09-2013            | tip9            | -            |                |
| Let your love flow                                   | 2013                  | 08-11-2013            | tip57           | -            |                |
| Wagon wheel                                          | 2014                  | 13-06-2014            | 37              | 5            |                |
| Springsteen                                          | 2014                  | 11-10-2014            | tip59           | -            |                |
| Dancing on the ceiling                               | 2014                  | 22-11-2014            | tip44           | -            |                |
| Are you with me                                      | 2015                  | 25-04-2015            | tip45           | -            |                |
| I'm from the country                                 | 2015                  | 04-07-2015            | tip13           | -            |                |
| Driving my life away                                 | 2014                  | 03-10-2015            | 50              | 1            | met Tom De Man |
| Crosses                                              | 2015                  | 28-11-2015            | tip16           | -            |                |
| Queen of hearts                                      | 2016                  | 23-04-2016            | tip             | -            |                |
| Food & gas                                           | 2017                  | 03-06-2017            | tip40           | -            |                |
| Jackson                                              | 2020                  | 12-09-2020            | tip*            | -            | met Laura Lynn |

| Album met hitnotering(en) in de Vlaamse Ultratop 200 albums | Datum van verschijnen | Datum van binnenkomst | Hoogste positie | Aantal weken | Opmerkingen |
| ----------------------------------------------------------- | --------------------- | --------------------- | --------------- | ------------ | ----------- |
| Country man                                                 | 2013                  | 07-09-2013            | 2               | 41           | Platina     |
| Take it easy                                                | 2014                  | 23-08-2014            | 2               | 28           | Goud        |
| Nashville                                                   | 2015                  | 29-08-2015            | 4               | 21           |             |

### Prijzen en nominaties
- Juli 2013: nominatie voor de Radio 2 Zomerhit categorie "Beste doorbraak" en "Beste zanger"
- November 2013: gouden plaat voor zijn album "Countryman"
- Maart 2014: platina plaat voor zijn album "Countryman"
- Juli 2014: Aanmoedigingsprijs voor zijn inzet voor de countrymuziek.
- Januari 2016: gouden plaat voor zijn album "Take It easy"